# Estland op het Eurovisiesongfestival 2024
Estland nam deel aan het Eurovisiesongfestival 2024 in Zweden. Het was de 29ste deelname van het land aan het Eurovisiesongfestival. ERR was verantwoordelijk voor de Estische bijdrage voor de editie van 2024. 

## Selectieprocedure
Van 15 september 2023 tot 23 oktober 2023 konden artiesten een lied insturen, en zich zo kandidaat stellen voor de nationale finale Eesti Laul. Uiteindelijk waren er 215 inzendingen, waarvan 88 liedjes in het Ests. In november 2023 werden de halve finalisten bekendgemaakt. Ook zouden er vijf finalisten zijn, die niet in de halve finale moeten aantreden. 
Tijdens de halve finale op 20 januari 2024 gingen 15 halve finalisten voor een van de vijf finale plaatsen. De zanger Ollie won deze show die plaatsvond in Tartu.
Op 17 januari 2024 vond de grote finale plaats in de  Tondiraba Ice Hall, in de hoofdstad Tallinn. Ollie won de eerste helft van de show, door middel van een combinatie van jury en publiek punten. Estland gebruikt echter net zoals Litouwen al enkele jaren een superfinale, waarbij de drie favorieten van de jury en publiek het nog eens tegen elkaar opnemen, en door middel van televoting de winnaar wordt gekozen. In de superfinale won de groep 5miinust en Puuluup uiteindelijk met 26.422 stemmen.

## In Malmö
Estland trad aan in de tweede halve finale op 9 mei 2024, met de langste liedjestitel in de geschiedenis van het Songfestival. Estland wist zich te kwalificeren voor de grote finale op 11 mei 2024 en trad daar aan als 9de land, na Spanje en voor Ierland.
De groep behaalde de 20ste plaats met 37 punten. De Letse kijkers hadden 12 punten voor buurland Estland. 